# Passo do Chaussy
O Passo do Chaussy é um passo de montanha localizado em França, na cidade de Pontamafrey-Montpascal, no departamento de Saboia, na região de Auvergne-Rhône-Alpes .
Culminando a uma altitude de  no eixo norte-sul entre a ponta de Armélaz ( metro  ) a oeste e Crêt Lognan ( metro  ) a leste, liga os municípios Pontamafrey-Montpascal e Montaimont, na encosta oriental do vale Maurienne .

## Geografia
O Passo do Chaussy está localizado a  acima do nível do mar, na cidade de Pontamafrey-Montpascal, na encosta leste do vale Maurienne, entre Saint-Jean-de-Maurienne no sul e La Chambre no norte, no departamento de Savoy .
Esta é um passo de montanha cercado a oeste pela ponta do Armélaz a 1 840 m e a leste pela Crêt Lognan a 2 696 m  enquanto a norte se encontra o maciço de Lauzière .
É acessível por uma estrada, que se liga a sul à estrada departamental D 77 que termina em Montpascal (município de Pontamafrey-Montpascal) e a norte à estrada departamental D 99 que termina em Bonvillard (município de Montaimont ). O município de Pontamafrey-Montpascal garante sua remoção de neve durante o inverno em seu acesso sul  .

## História

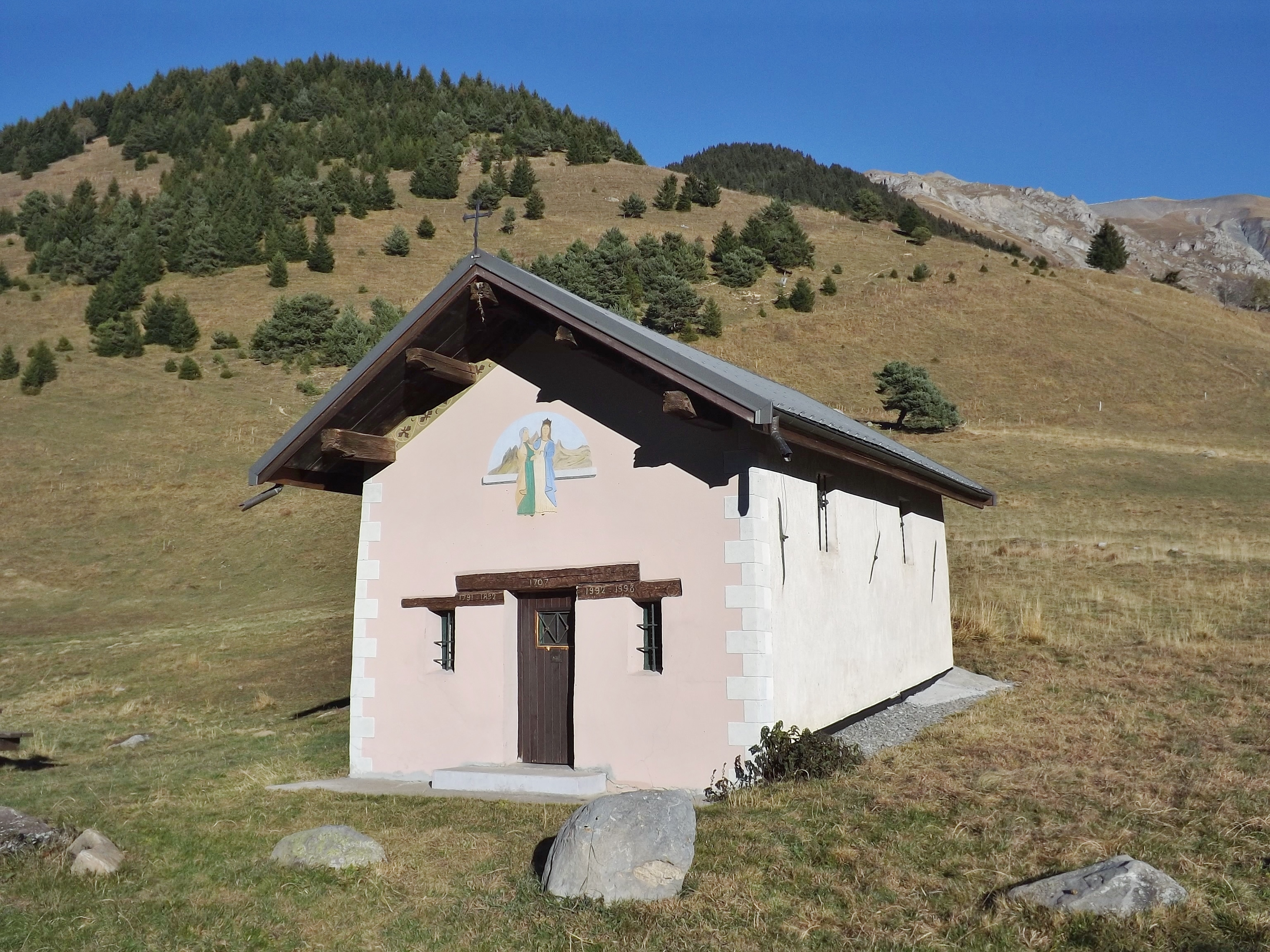
A capela de Chaussy no passo.

Em 1707, a cidade de Montpascal construiu uma capela no passo com o nome de Visitação, hoje conhecida como Capela de Chaussy  . Renovada em 1892 e depois em 1992, inclui, entre outras coisas, uma estátua de madeira da Visitação datada de 1644  .
A estrada de acesso foi pavimentada em 1990 , um ano antes da construção do primeiro chalé dedicado ao esqui cross-country  .

## Actividades

### Desportos de inverno
O passo está localizado no centro do Grand Coin, lugar dedicado às atividades nórdicas e, como tal, inclui desde 2012 uma estrutura de apoio chamada "Le Chaussy", garantindo, entre outras coisas, o papel do lar Propriedade e bar-restaurante nórdicos  .

### Ciclismo
O passo fez parte da 19ª etapa do Tour de France 2015 que ligou Saint-Jean-de-Maurienne a La Toussuire e foi classificada na primeira categoria. O espanhol Joaquim Rodríguez foi então o vencedor da etapa.